# Panionion
Das Panionion (Πανιώνιον) war das Zentralheiligtum des Ionischen Bundes, zu dem sich, vermutlich im 7. Jahrhundert v. Chr., zwölf ionische Städte an der Westküste Kleinasiens zusammengeschlossen hatten.
In der Antike berühmt und in mehreren Quellen erwähnt, wurde es jedoch erst im September 2004 von Archäologen der Bochumer Ruhr-Universität entdeckt. Es liegt rund 100 km von Izmir entfernt, nördlich von Priene in 750 Metern Höhe im Mykale-Gebirge, was mit der Angabe bei Strabon annähernd übereinstimmt.
Die Ionier waren nach 1100 v. Chr. vom griechischen Festland aus nach Kleinasien eingewandert und gründeten in der Folge eine Reihe bedeutender Städte, die als Hafen- und Handelsplätze sowie als Mutterpoleis zahlreicher weiterer Koloniegründungen zu Wohlstand und politischer Macht kamen. Im Siedlungsgebiet der einheimischen Karer kam es Mitte des 7. Jahrhunderts zu einem Krieg um die Stadt Melia. Die Stadt wurde zerstört, den Kultus, den die Ionier vorfanden, übernahmen sie jedoch.
Bereits Homer erwähnt die Verehrung des Poseidon Helikonios »auf der Mykale luftigem Scheitel«, dem Stieropfer dargebracht wurden. Und hier, an der Stelle des karischen Kultortes, errichteten nach Herodot die Städte des ionischen Zwölferbundes ihr „gesamt-ionisches“ Heiligtum, das Panionion. Alle sakralen Zeremonien, aber auch die politischen Beratungen der Probulen, der ionischen Städtevertreter, fanden in diesem Tempel statt.

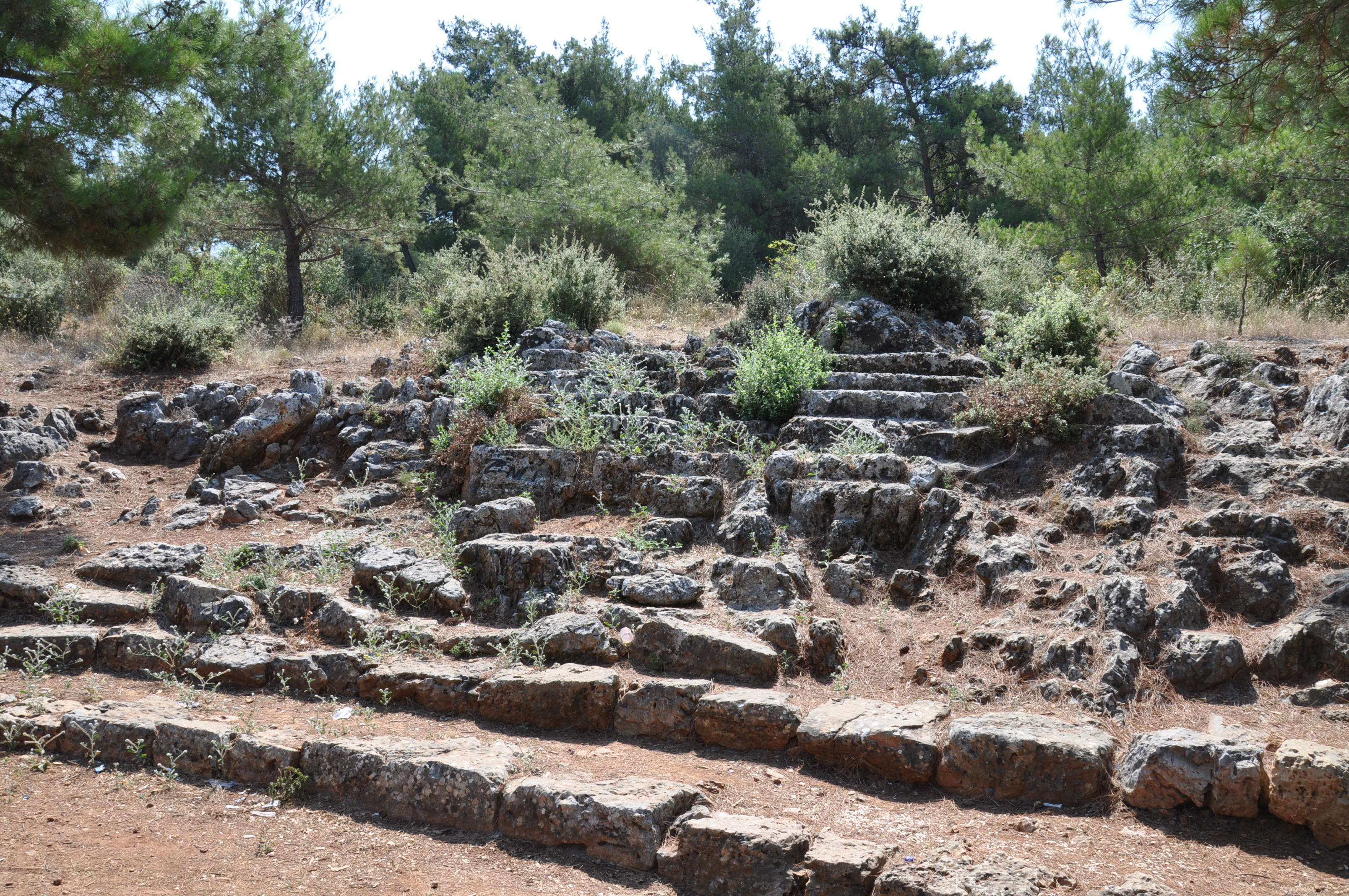
Stufenbau des jüngeren Panionions bei Güzelçamlı

Zwar war die einsame Lage im Mykale-Gebirge unweit Priene von jeher bekannt. Auch wurde bereits 1673 eine Inschrift gefunden, die das Panionion erwähnt. Dennoch irrten die Wissenschaftler nahezu ein ganzes Jahrhundert, als sie die von Theodor Wiegand 1904 beim Dorf Güzelçamlı entdeckten Reste einer halbkreisförmigen Stufenanlage und eines Altars für das ionische Heiligtum hielten. Erst die Forschungskampagne des Archäologen Hans Lohmann bestätigte, wovon schon 1900 der Altphilologe Ulrich von Wilamowitz-Moellendorff überzeugt war: Das Panionion muss in unmittelbarem Zusammenhang mit älteren karischen Funden gesucht werden. Und diese ließen sich an Wiegands Fundstelle auch durch Nachgrabungen nicht nachweisen.
Was Lohmanns Team während des Surveys 2004 entdeckte, waren die weitläufigen Ruinen einer befestigten karischen Höhensiedlung. Hier fanden sie auch die Fundamente und stark zerstörten Mauern eines jüngeren Tempels ionischer Architektur aus dem 6. Jahrhundert v. Chr. Seine Länge von etwa 30 Metern Länge weist ihn als griechischen Hekatompedon (hundert Fuß langen Tempel) aus. Ersten Untersuchungen zufolge wurde er um 540 v. Chr. errichtet und fiel später, vermutlich während der Perserkriege, Zerstörung und Brand zum Opfer.

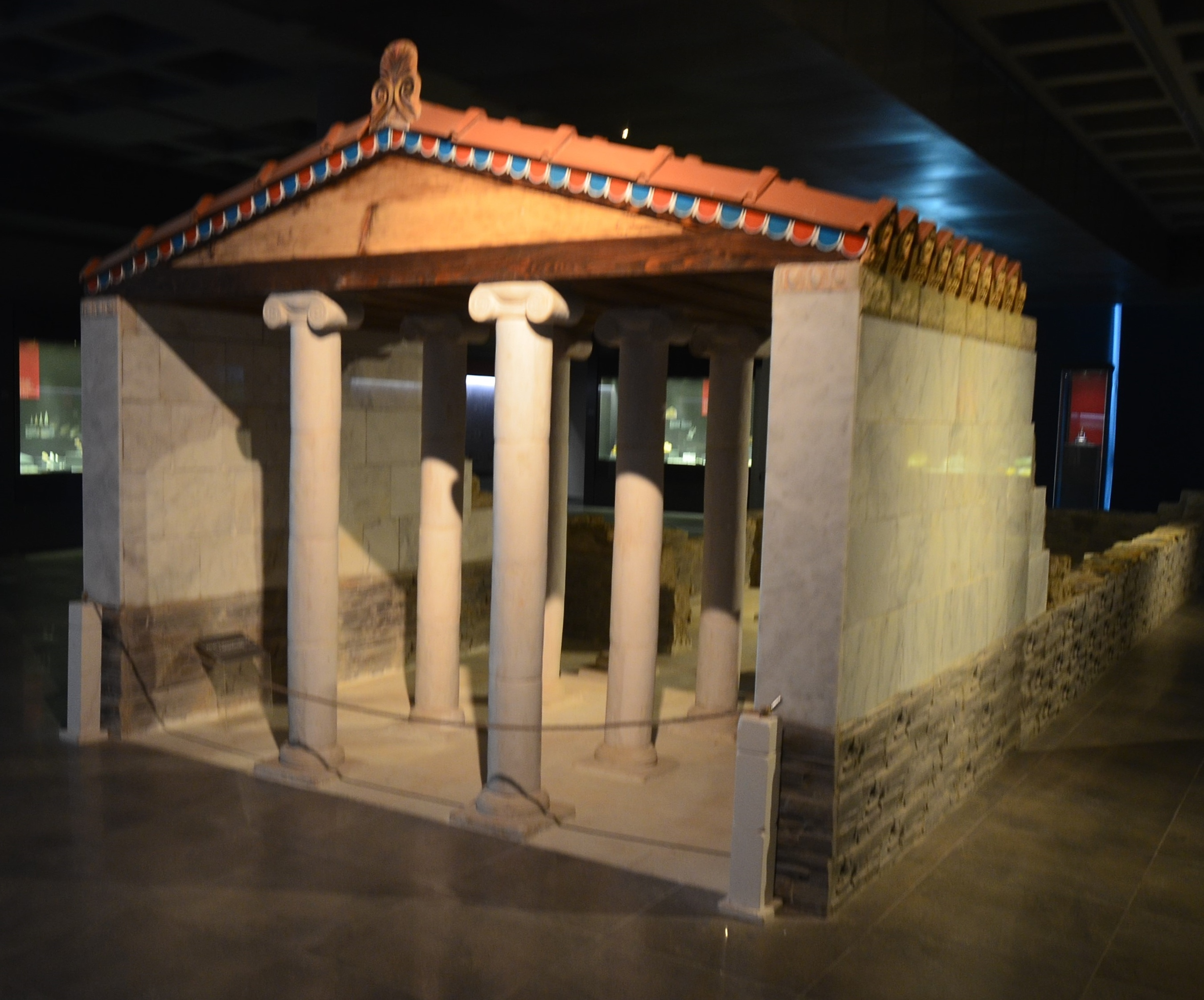
Rekonstruktion des archaischen Panionions im Museum Aydın

Die Entdeckung des Panionions ermöglicht nun auch eine Zuordnung der bislang dafür gehaltenen Reste beim Dorf Güzelçamlı. Nach Diodor habe man das Heiligtum in späterer Zeit verlegen wollen. Diesen Hinweis konnte Lohmann jetzt bestätigen: Tempel und Altar sind niemals fertiggestellt worden. Der Plan, um die Wende des 4. zum 3. Jahrhunderts v. Chr. das Ioniertum noch einmal aufleben zu lassen, war offensichtlich aufgegeben worden.
Im Sommer 2005 wurden weitere Nachforschungen in Form einer Notgrabung in Zusammenarbeit mit dem Museum Aydın durchgeführt – der Vandalismus von Raubgräbern zwang zu einer schnellen Sicherung der Überreste.
Lohmanns Identifizierungen und Deutungen sind in der Fachwelt nicht unumstritten. So bestreitet etwa Alexander Herda die These, es habe zwei Panionia gegeben, und hat stattdessen vorgeschlagen, die neu entdeckte Höhensiedlung mit Mykalessos/Mykale zu identifizieren – einer wohl boiotischen Gründung, die dem Gebirge den Namen gegeben hat. In der Stadt existierte ein laut lokaler Legenden von Perseus gegründetes Heiligtum des Zeus Mykaleus, bei dem es sich um den ebenfalls neu entdeckten Hekatompedos handeln könnte.